# Azuayia stigmatalis
Azuayia stigmatalis là một loài bướm đêm trong họ Geometridae.